# Bertha Benz Memorial Route
| Bertha Benz Memorial Route | Bertha Benz Memorial Route |
| -------------------------- | -------------------------- |
| Logo:                      |                            |
| Land:                      | Deutschland                |
| Länge:                     | 194 km                     |
| Bundesland:                | Baden-Württemberg          |
| Region:                    | Nordbaden                  |
| Verlaufsrichtung:          | Nord-Süd, Süd-Nord         |
| Beginn:                    | Mannheim                   |
| Weitester Punkt:           | Pforzheim                  |
| Ende:                      | Mannheim                   |
| Höhenlage:                 | 89 m bis 359 m ü. NN       |

Die Bertha Benz Memorial Route ist eine deutsche Touristik- bzw. Ferienstraße mit kulturhistorischem Hintergrund. Sie ermöglicht heute jedem, die Strecke selbst nachzufahren, die Bertha Benz 1888 für die erste automobile Fernfahrt in der Geschichte wählte.

## Geschichte

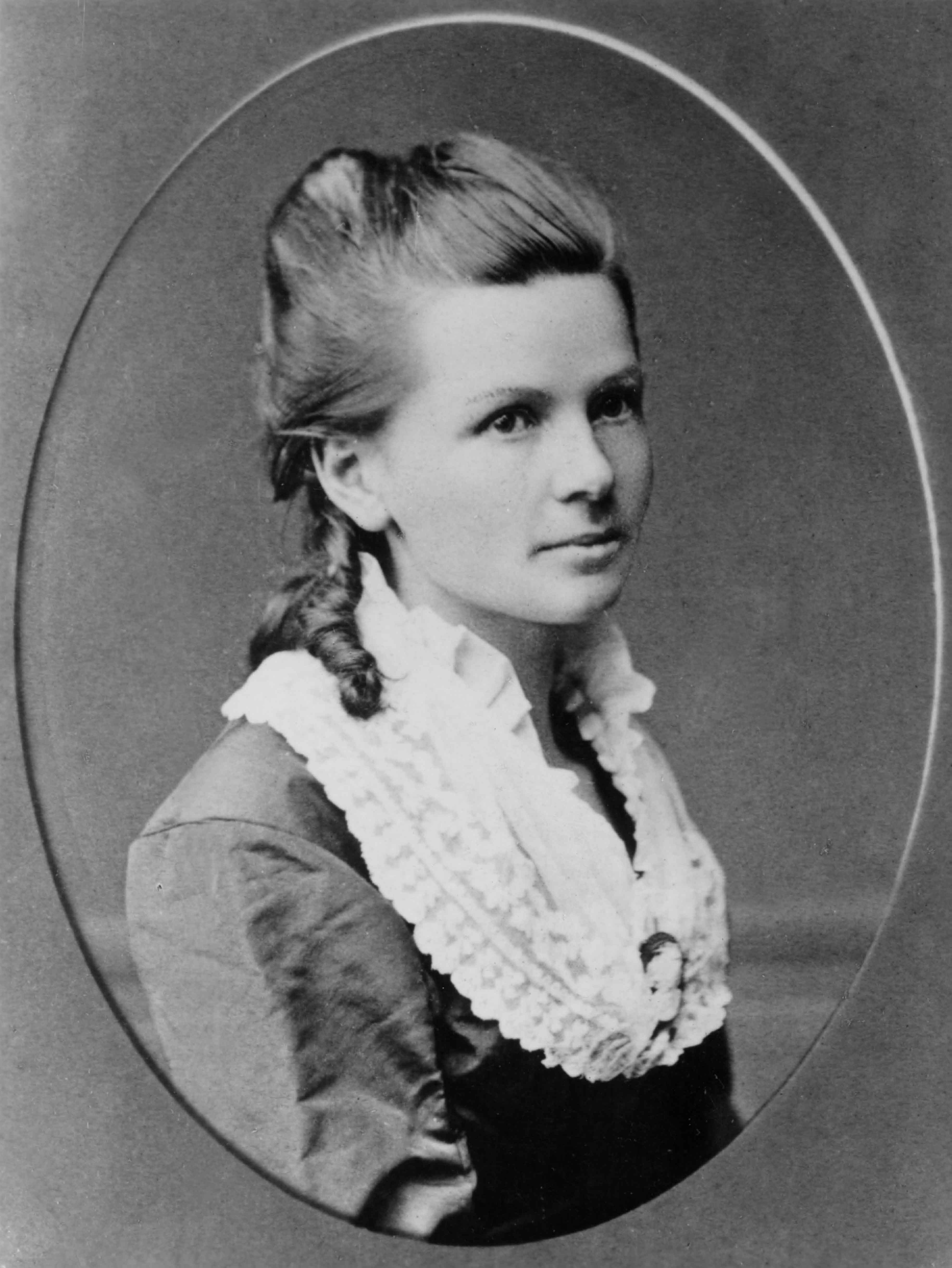
Cäcilie Bertha Benz

1886 erfand der in Karlsruhe geborene Carl Benz in Mannheim das Automobil (Reichspatent 37435 vom 29. Januar 1886), das aber anfangs kein wirtschaftlicher Erfolg war.
Anfang August 1888 bewies seine Ehefrau Bertha Benz in Begleitung ihrer 15 und 13 Jahre alten Söhne Eugen und Richard durch eine heimliche Fahrt mit dem Benz Patent-Motorwagen Nummer 3 von Mannheim in ihre Geburtsstadt Pforzheim und zurück die Alltagstauglichkeit der pferdelosen Kutsche, was dem Automobil zum Durchbruch verhalf.
In der Stadt-Apotheke in Wiesloch mussten als Kraftstoff einige Liter Ligroin gekauft werden, das damals als Reinigungsmittel diente. So wurde diese Apotheke zur ersten Tankstelle der Welt. Eine dort angebrachte Gedenktafel sowie ein Denkmal erinnern daran.
Während der Fahrt mussten auch mehrere Reparaturen durchgeführt werden, von denen Bertha Benz zwei selbst auf offener Strecke erledigen konnte – mit ihrer Hutnadel und ihrem Strumpfband als technische Hilfsmittel.

## Trägerschaft

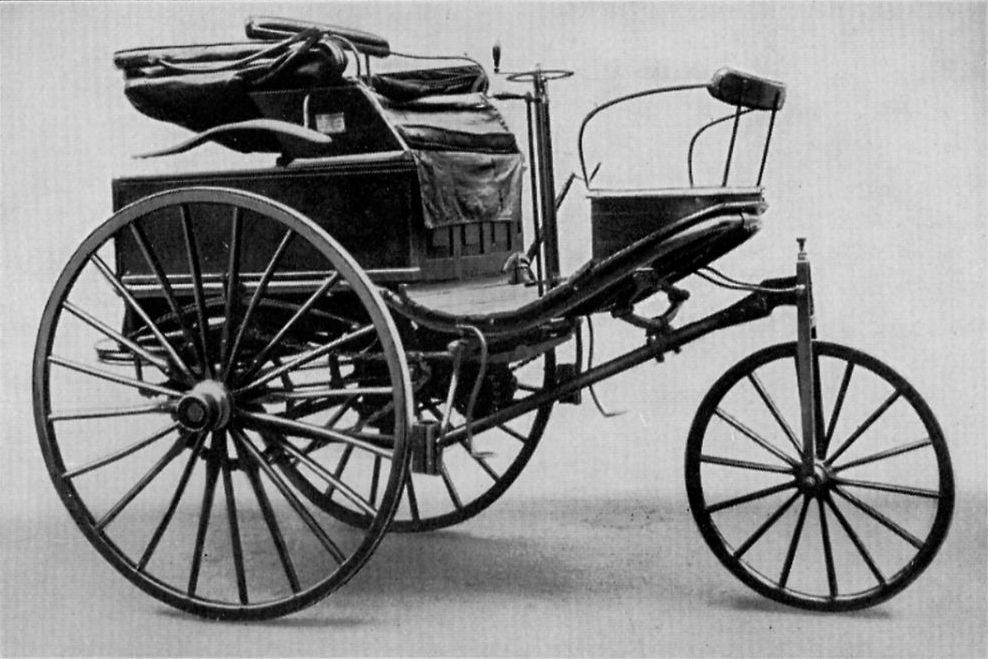
Der Benz Patent-Motorwagen Nr. 3 von 1888

Die private gemeinnützige Initiative für die Einrichtung der Bertha Benz Memorial Route gründete 2007 zwei Vereine, den Bertha Benz Memorial Route e. V. und den Bertha Benz Memorial Club e. V. Letzterer ist in den Bereichen Bildung, Denkmalspflege und Heimatpflege als gemeinnützig anerkannt und will die historische Leistung der Bertha Benz bekannt machen.
Am 25. Februar 2008 genehmigte das Regierungspräsidium Karlsruhe offiziell die Bertha Benz Memorial Route als Touristik- beziehungsweise Ferienstraße, ein 194 Kilometer langes dynamisches Denkmal badischer und somit auch deutscher Industriegeschichte. Die Bertha Benz Memorial Route ist Mitglied im ERIH (European Route of Industrial Heritage).

## Verlauf

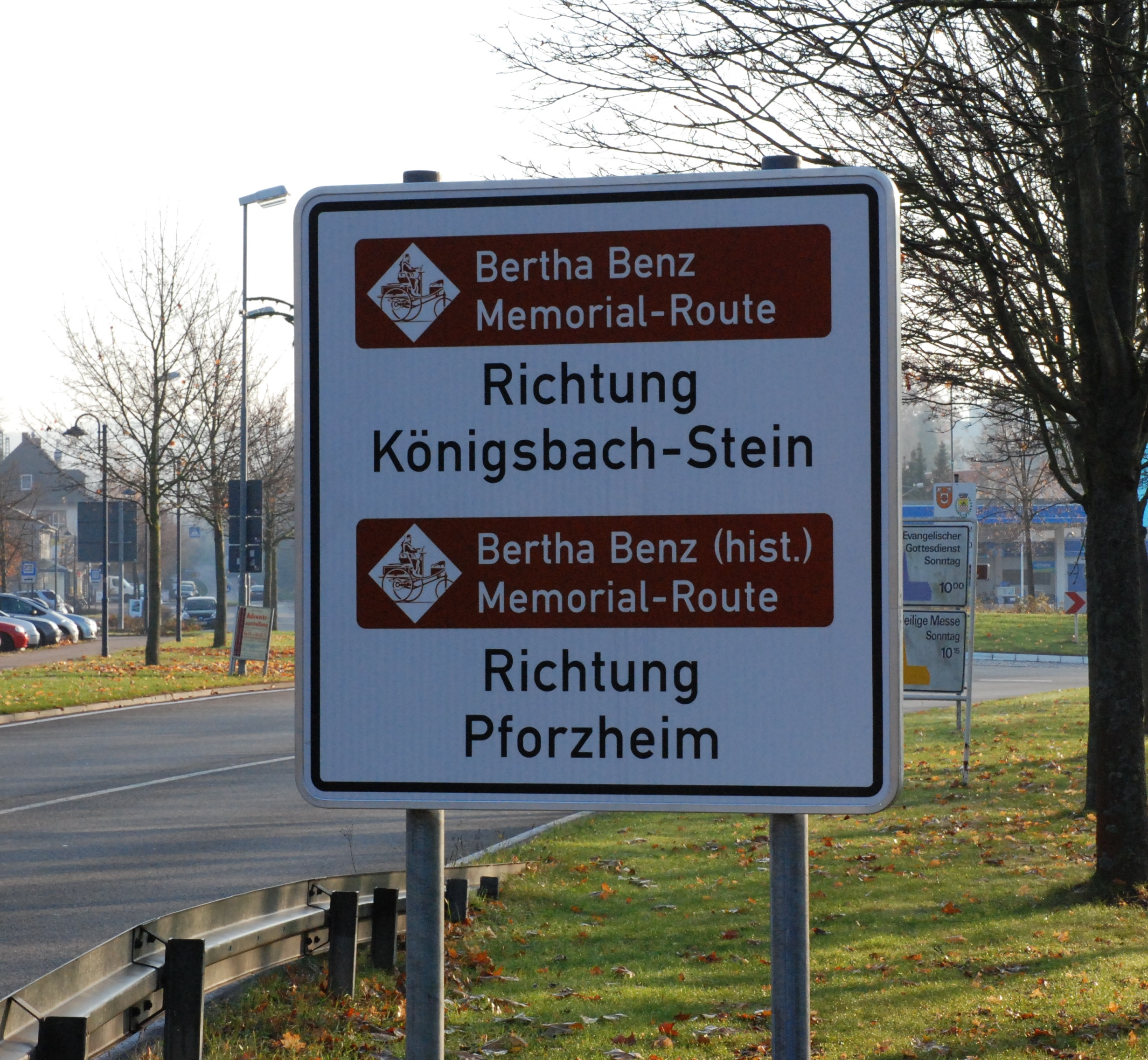
Hinweisschild an der B10 am Ortseingang von Wilferdingen. Ab hier weicht die Bertha Benz Memorial Route von der historischen Strecke ab.

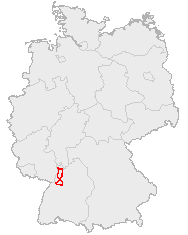
Verlauf der Bertha Benz Memorial Route

### Hinfahrt
Die Hinfahrt führt in südlicher Richtung über etwa 104 Kilometer von Mannheim nach Pforzheim:
Mannheim, Feudenheim, Ilvesheim, Ladenburg, Schriesheim, Dossenheim, Heidelberg, Rohrbach, Leimen, Nußloch, Wiesloch, Mingolsheim, Langenbrücken, Stettfeld, Ubstadt, Bruchsal, Untergrombach, Weingarten, Grötzingen, Berghausen, Söllingen, Kleinsteinbach, Wilferdingen, Königsbach, Stein, Eisingen, Pforzheim.
Der oben genannte und auch ausgeschilderte Streckenverlauf entspricht soweit irgend möglich der von Bertha Benz gefahrenen Originalstrecke. Einzige Ausnahme: Ab Wilferdingen fuhr sie entlang der heutigen Bundesstraße 10 nach Pforzheim. Der Streckenabschnitt zwischen Wilferdingen und Pforzheim, der der historisch von Bertha Benz befahrenen Strecke entspricht, ist seit November 2012 mit Hinweisschildern „Bertha Benz Memorial Route (hist.)“ ausgezeichnet.

### Rückfahrt
Die Rückfahrt führt auf anderer Strecke in nördlicher Richtung über 90 Kilometer von Pforzheim zurück nach Mannheim:
Pforzheim, Bauschlott, Bretten, Gondelsheim, Helmsheim, Heidelsheim, Bruchsal, Forst, Hambrücken, Wiesental, Kirrlach, Reilingen, Hockenheim, Talhaus, Ketsch, Schwetzingen, Friedrichsfeld, Seckenheim, Mannheim.

## Landschaften
Die authentische Fahrtroute der Bertha Benz verknüpft nicht nur fast vergessene Originalschauplätze ihrer Fahrt, sondern führt auch durch das Weinbaugebiet Baden.
Diese Route der Industriekultur folgt im Bereich der Oberrheinischen Tiefebene mehreren Römerstraßen, unter anderem der Bergstraße, führt an Odenwald und Kraichgau entlang, um kurz vor Karlsruhe Richtung Pforzheim in den nördlichen Schwarzwald abzubiegen.
Auf der Rückfahrt führt sie dann durch den Kraichgau, erneut durch die Oberrheinische Tiefebene, diesmal den Rheinauen folgend Richtung Start- und Zielort Mannheim.

## Sehenswürdigkeiten
- Mannheim: Kurfürstliches Schloss Mannheim, Luisenpark, Mannheimer Wasserturm
- Ladenburg: Automuseum Dr. Carl Benz, Haus der Familie Benz, Altstadt
- Heidelberg: Heidelberger Schloss, Heidelberger Altstadt, Alte Brücke
- Wiesloch: Stadt-Apotheke (erste Tankstelle der Welt)
- Bruchsal: Schloss Bruchsal
- Pforzheim: Schmuckmuseum Pforzheim, Industriehaus Pforzheim mit Schmuckwelten, Schloss- und Stiftskirche St. Michael (Pforzheim) (Grablege der badischen Markgrafen), mit angeschlossenem Johannes-Reuchlin-Museum
- Bretten: Melanchthonhaus am Marktplatz, in der Nähe liegt das Kloster Maulbronn (Weltkulturerbe der UNESCO). Schüler des Klosters Maulbronn waren unter anderem Johannes Kepler, Friedrich Hölderlin und Hermann Hesse
- Hockenheim: Motorsportmuseum Hockenheimring, Hockenheimring
- Schwetzingen: Schloss Schwetzingen

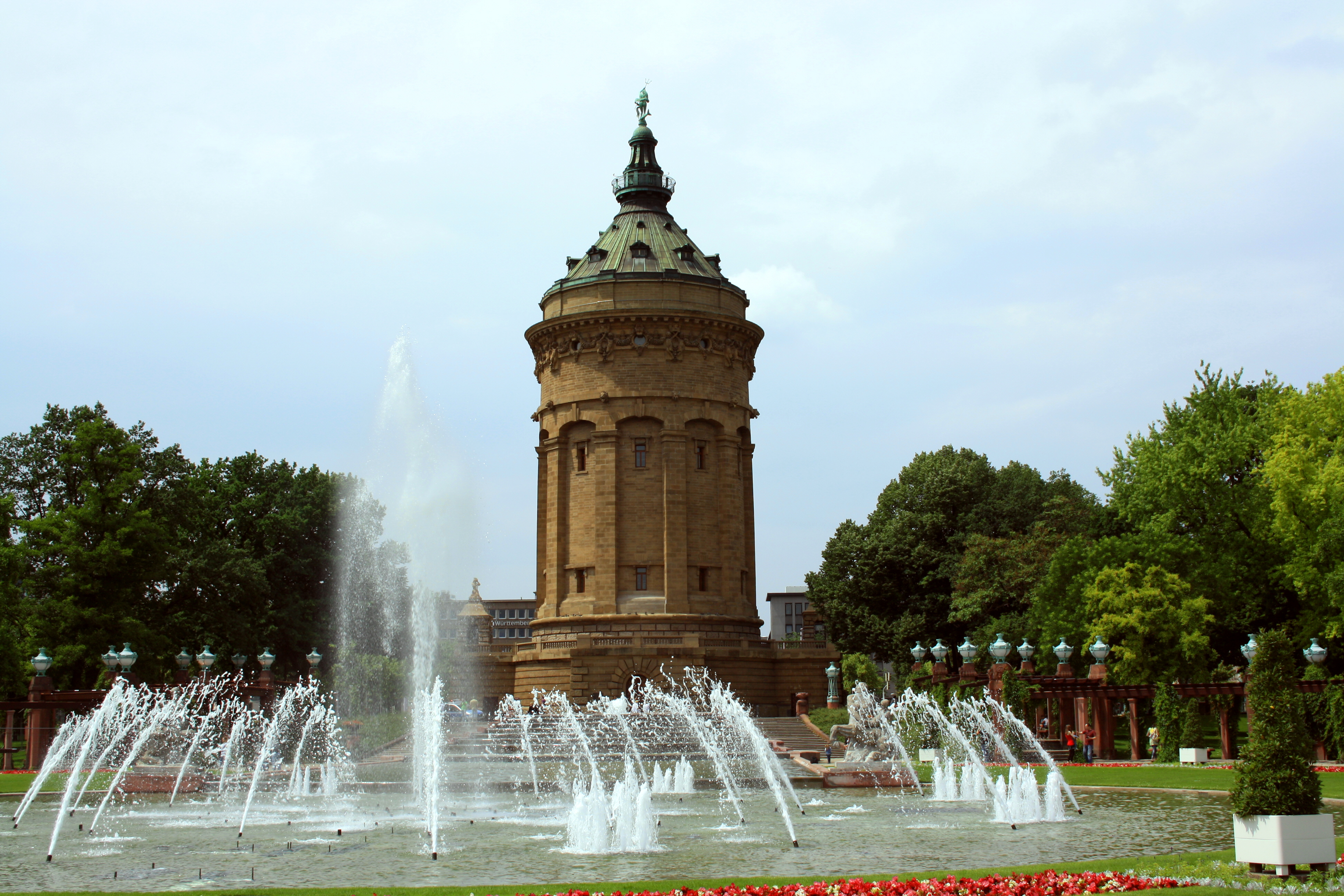
Mannheimer Wasserturm
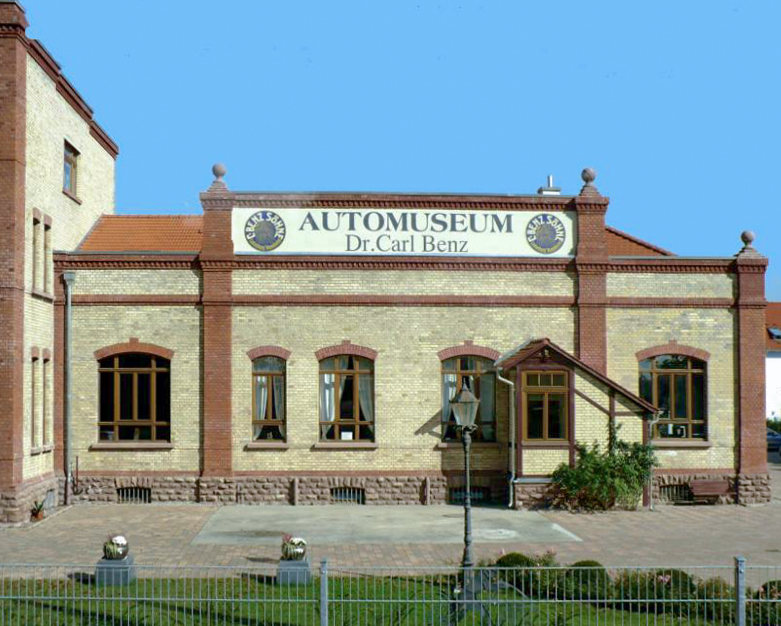
Automuseum Dr. Carl Benz in Ladenburg
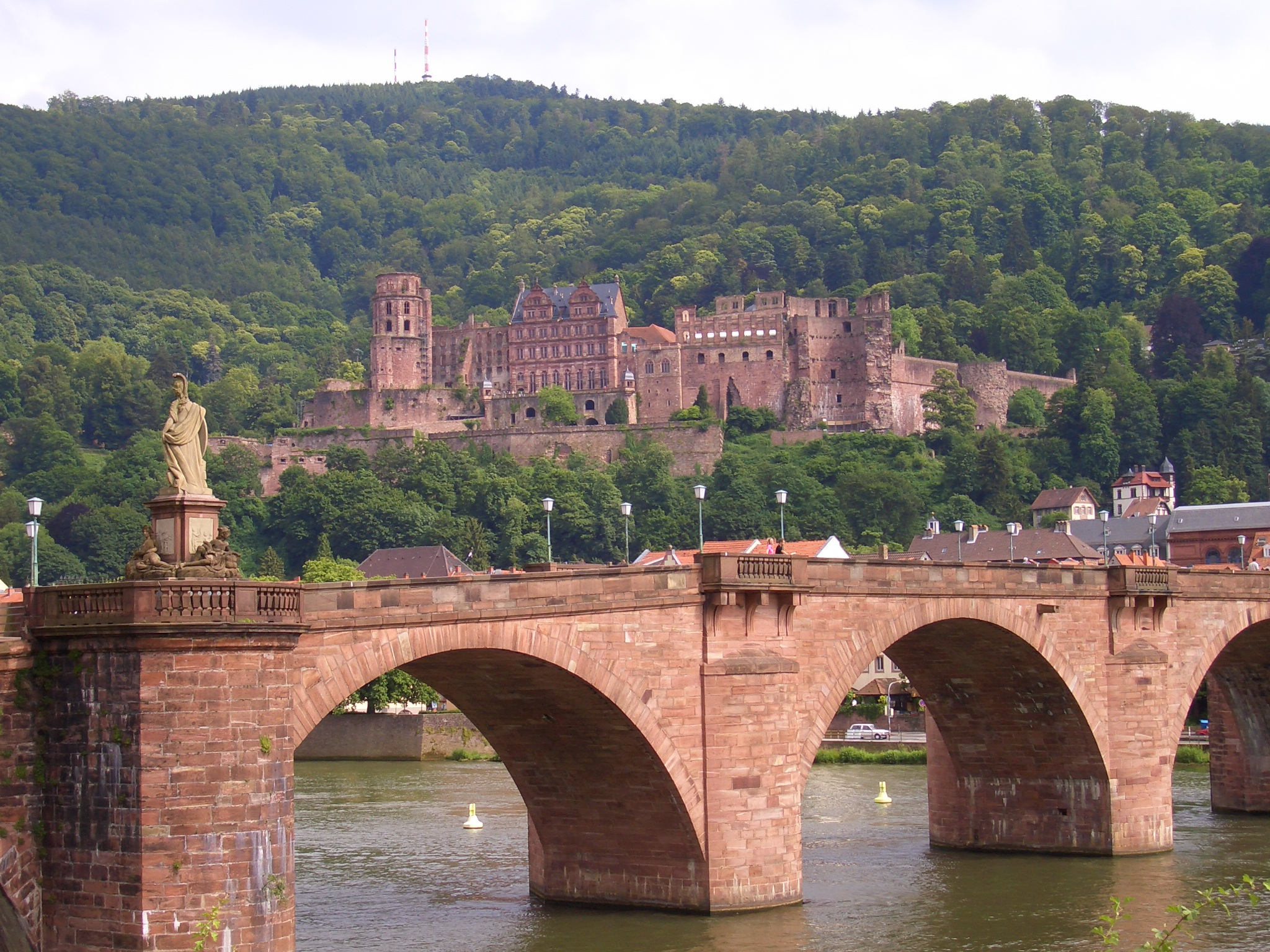
Heidelberger Schloss mit Alter Brücke
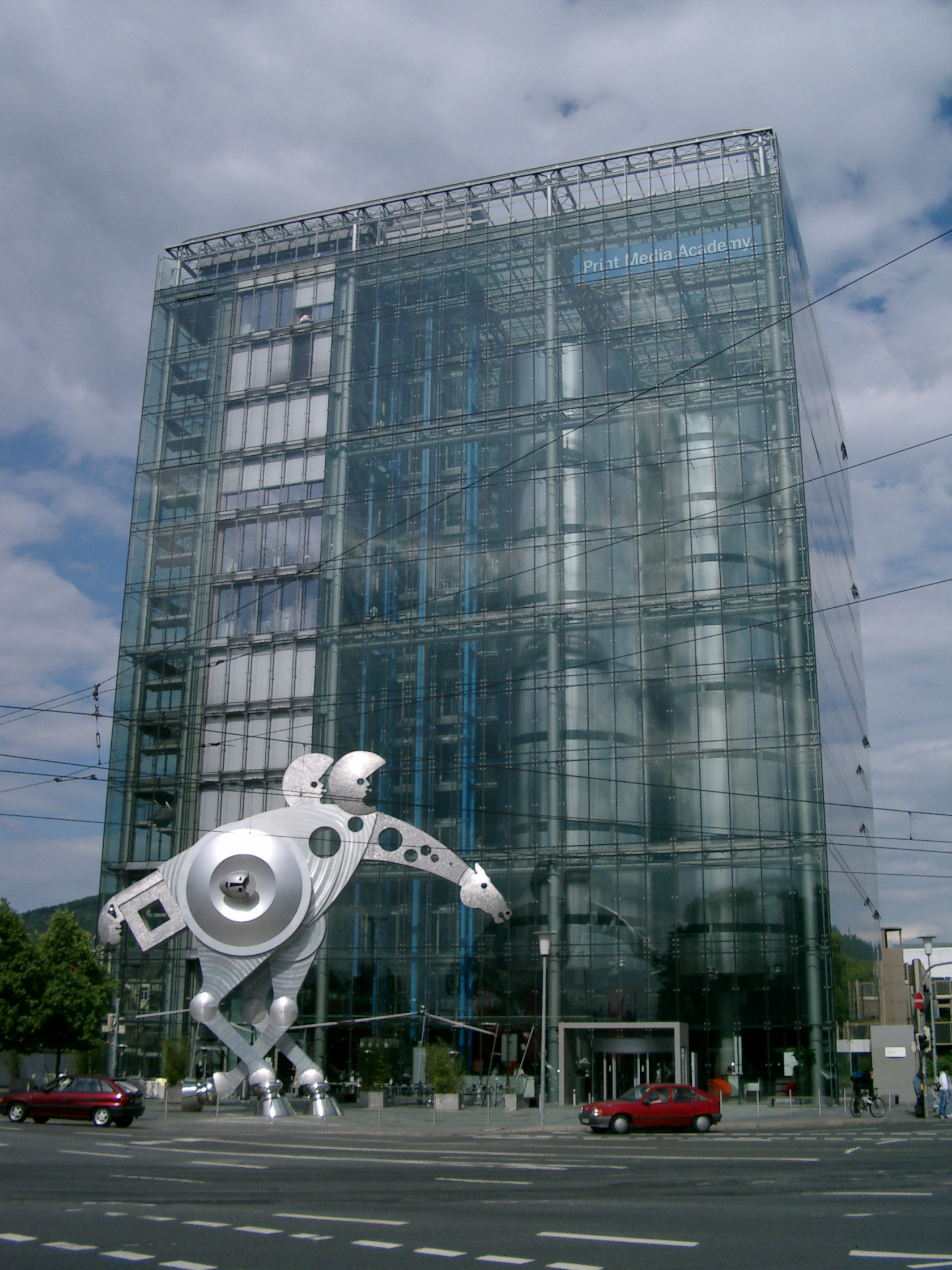
Heidelberger Druckmaschinen
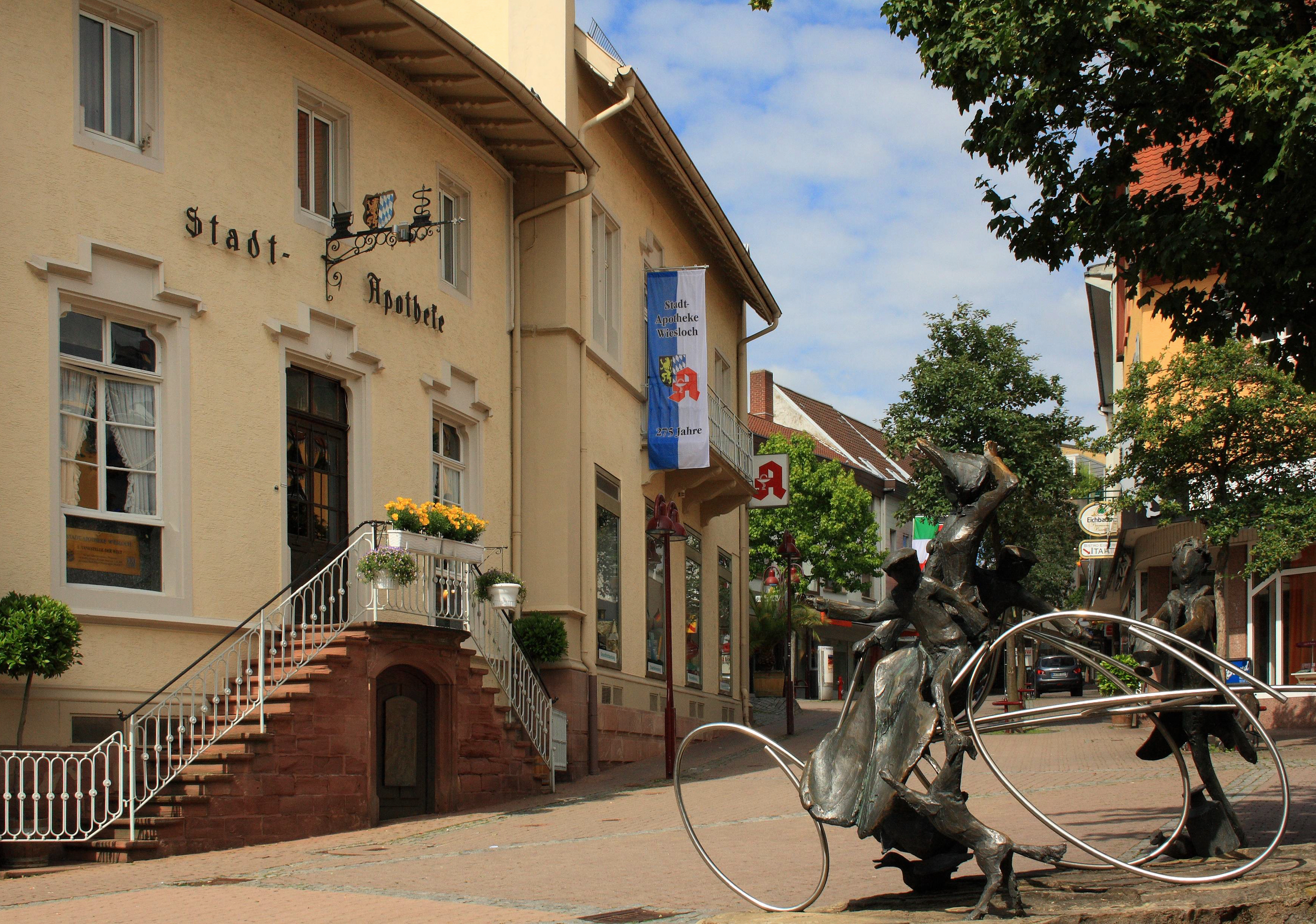
Erste Tankstelle der Welt in Wiesloch
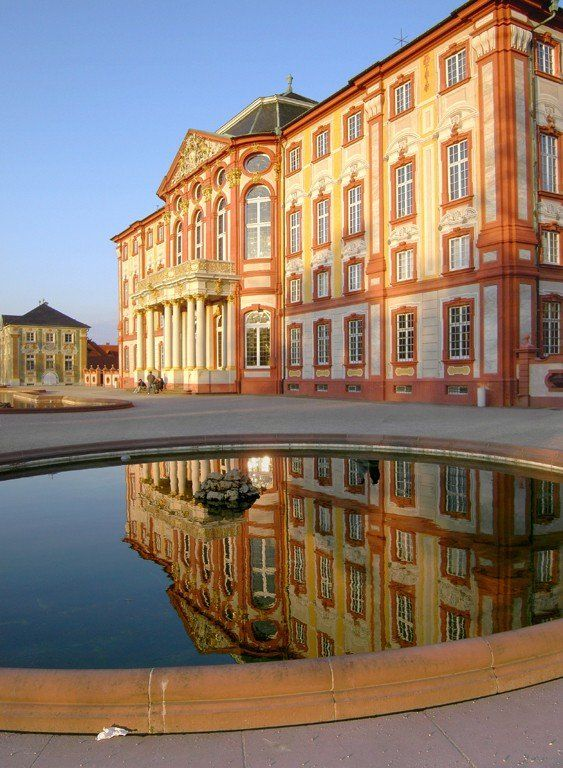
Schloss Bruchsal
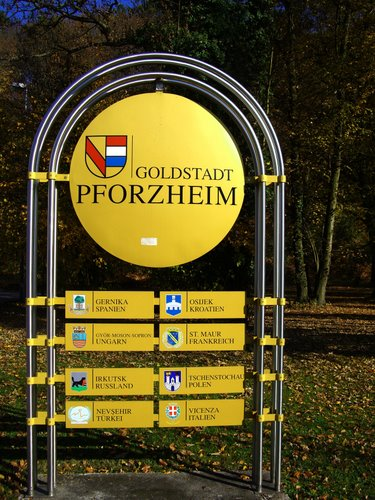
Die Goldstadt Pforzheim
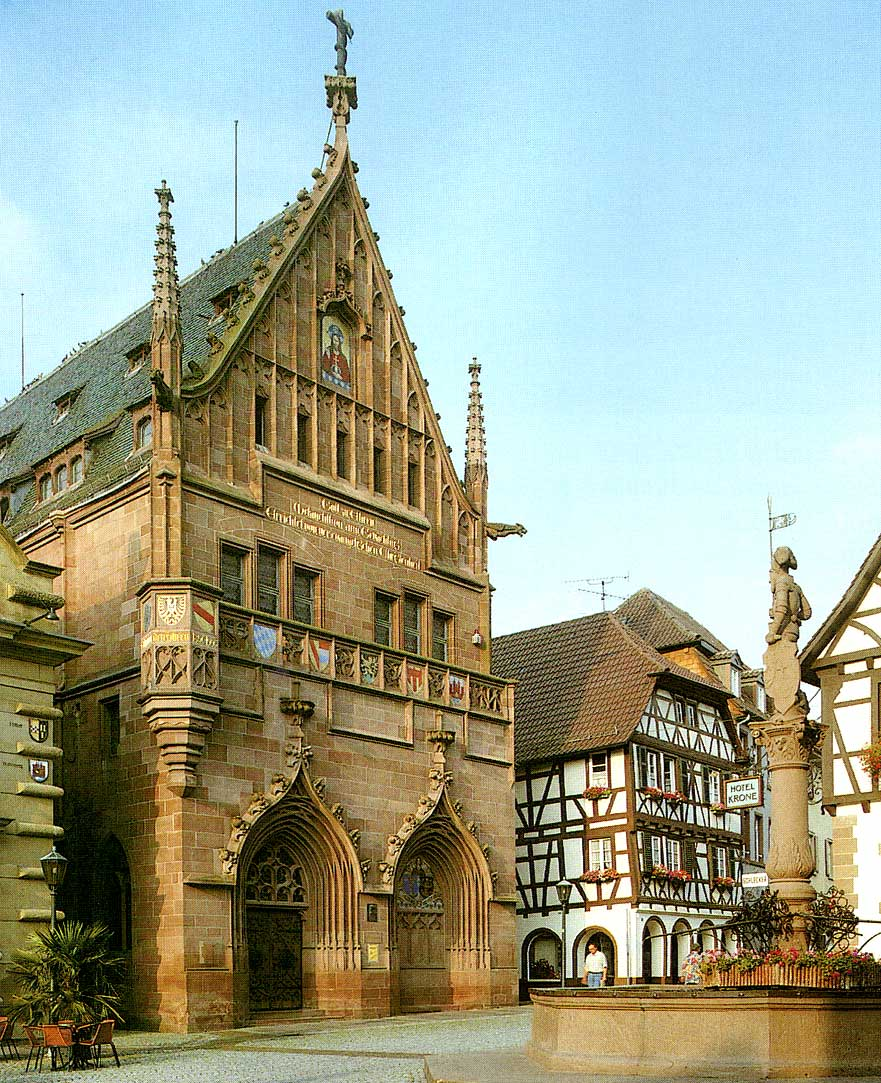
Melanchthonhaus in Bretten
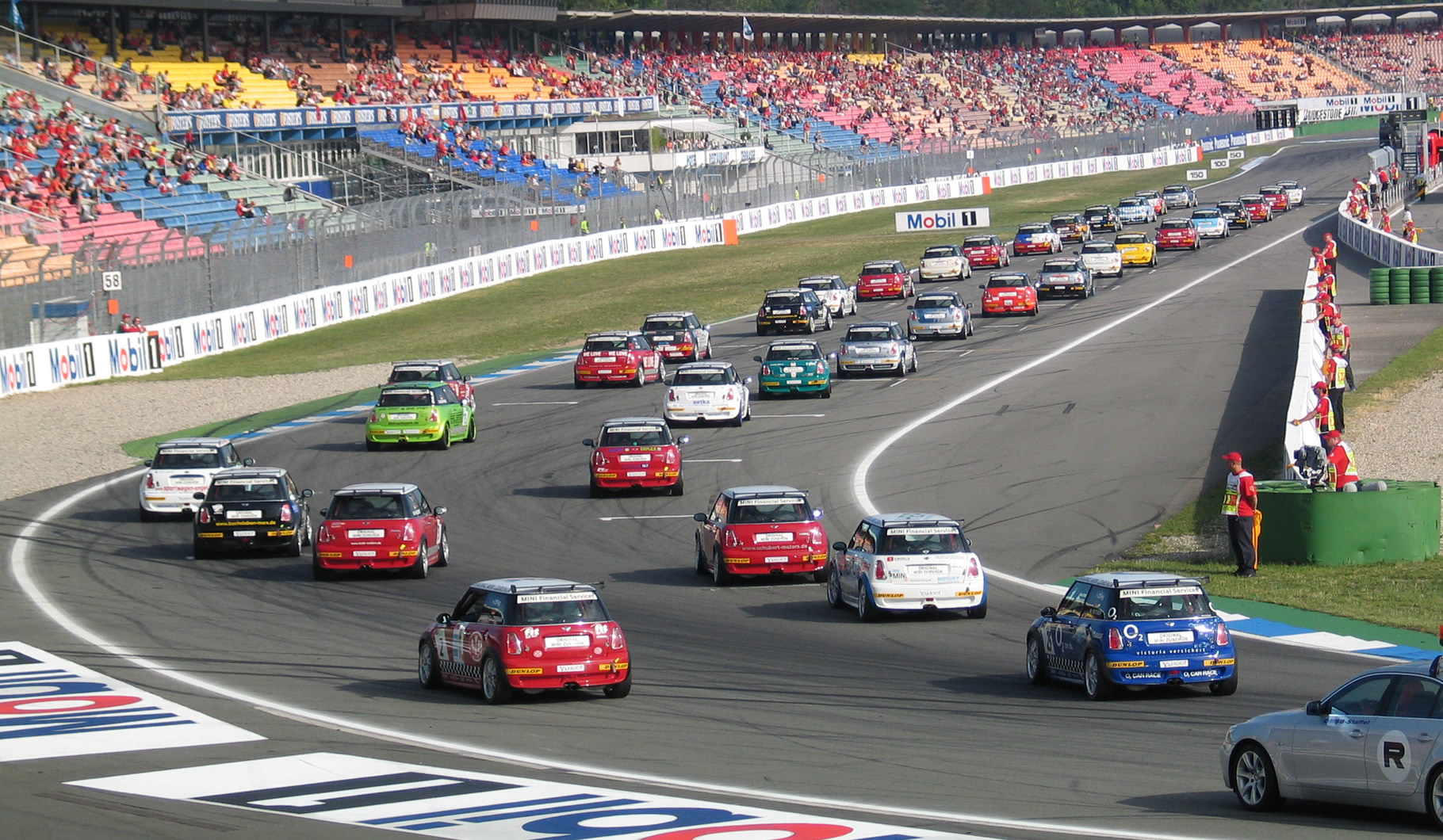
Hockenheimring
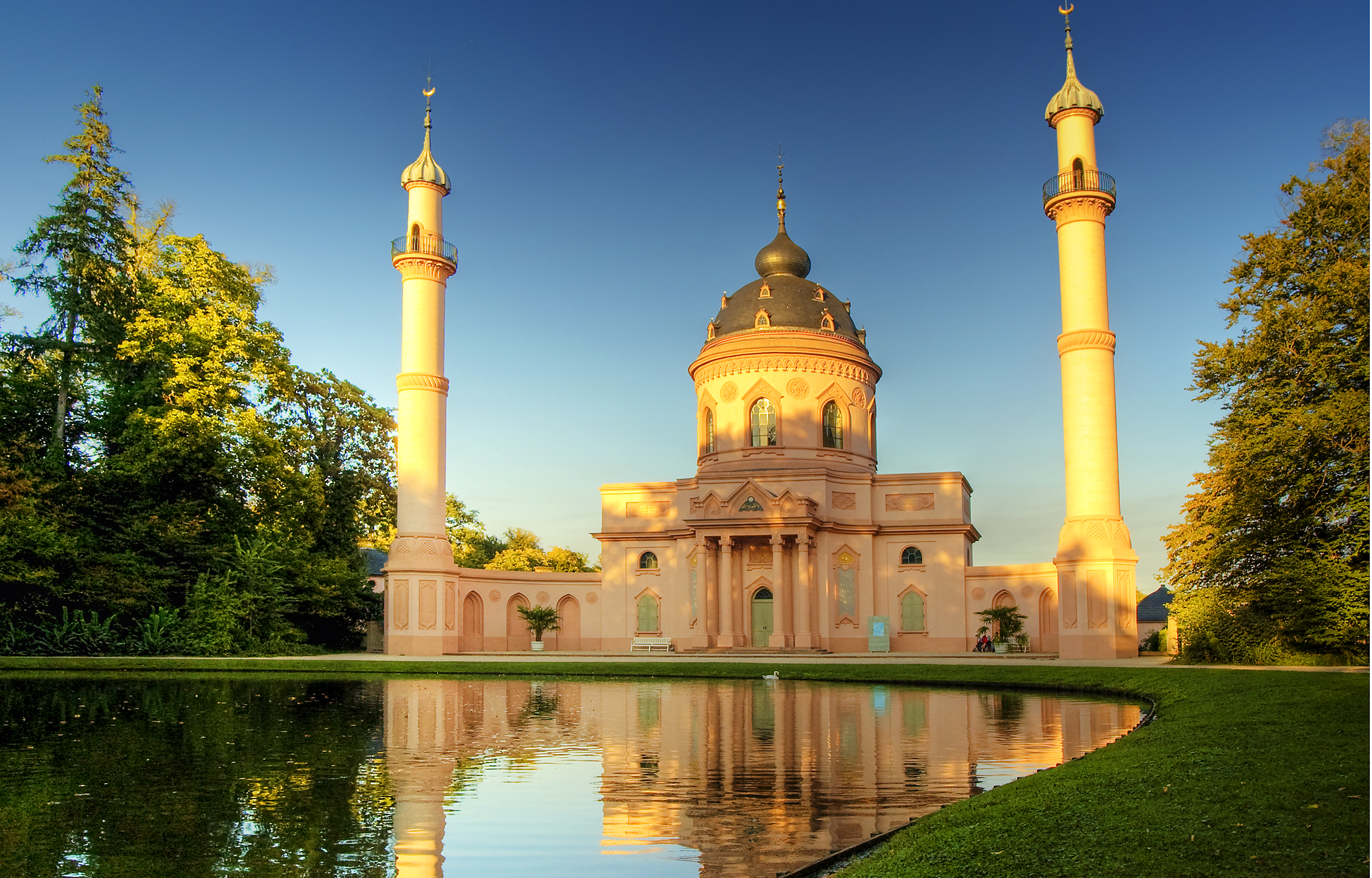
Rote Moschee des Schlosses Schwetzingen
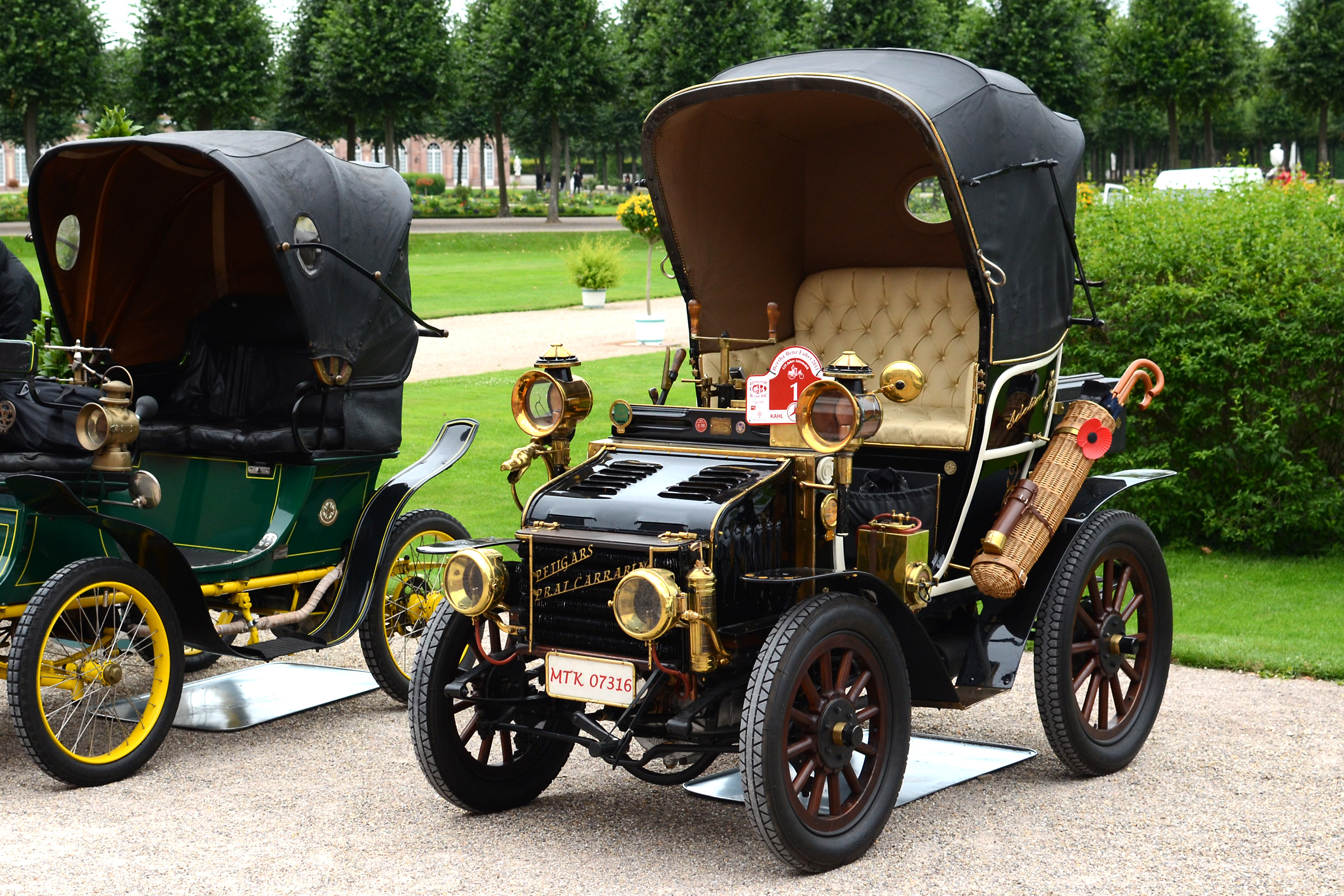
Petigars Prat Carrabin im Schlossgarten Schwetzingen Bertha-Benz-Fahrt 2011

## Bertha Benz Challenge
Die Bertha Benz Memorial Route wurde bereits Ende 2008 eröffnet, das baden-württembergische Staatsministerium regte jedoch an, die offizielle Einweihungsfahrt im Rahmen des Automobilsommers 2011 zu veranstalten, der offiziellen Veranstaltung zur Erinnerung an die Erfindung des Automobils durch Carl Benz vor 125 Jahren.
Am 10. und 11. September 2011 fand die erste Bertha Benz Challenge unter dem Motto „Nachhaltige Mobilität auf der ältesten Automobilstraße der Welt!“ statt. Ministerpräsident Winfried Kretschmann übernahm die Schirmherrschaft. Als Vertreter des Landes Baden-Württemberg fuhren Staatsministerin Silke Krebs und Wissenschaftsministerin Theresia Bauer mit.
Es waren nur Fahrzeuge mit alternativem Antrieb – Elektro- und Hybridantrieb, Wasserstoffantrieb und Brennstoffzelle – sowie sehr verbrauchsarme und umweltfreundliche Fahrzeuge zugelassen. Angemeldet waren 43 Fahrzeuge mit alternativem Antrieb, unter anderem ein Nachbau des Flocken Elektrowagens von 1888.
Die Deutsche Welle sendete darüber am 25. Januar 2011 einen Vorabbericht im Rahmen der Sendung „Made in Germany“.

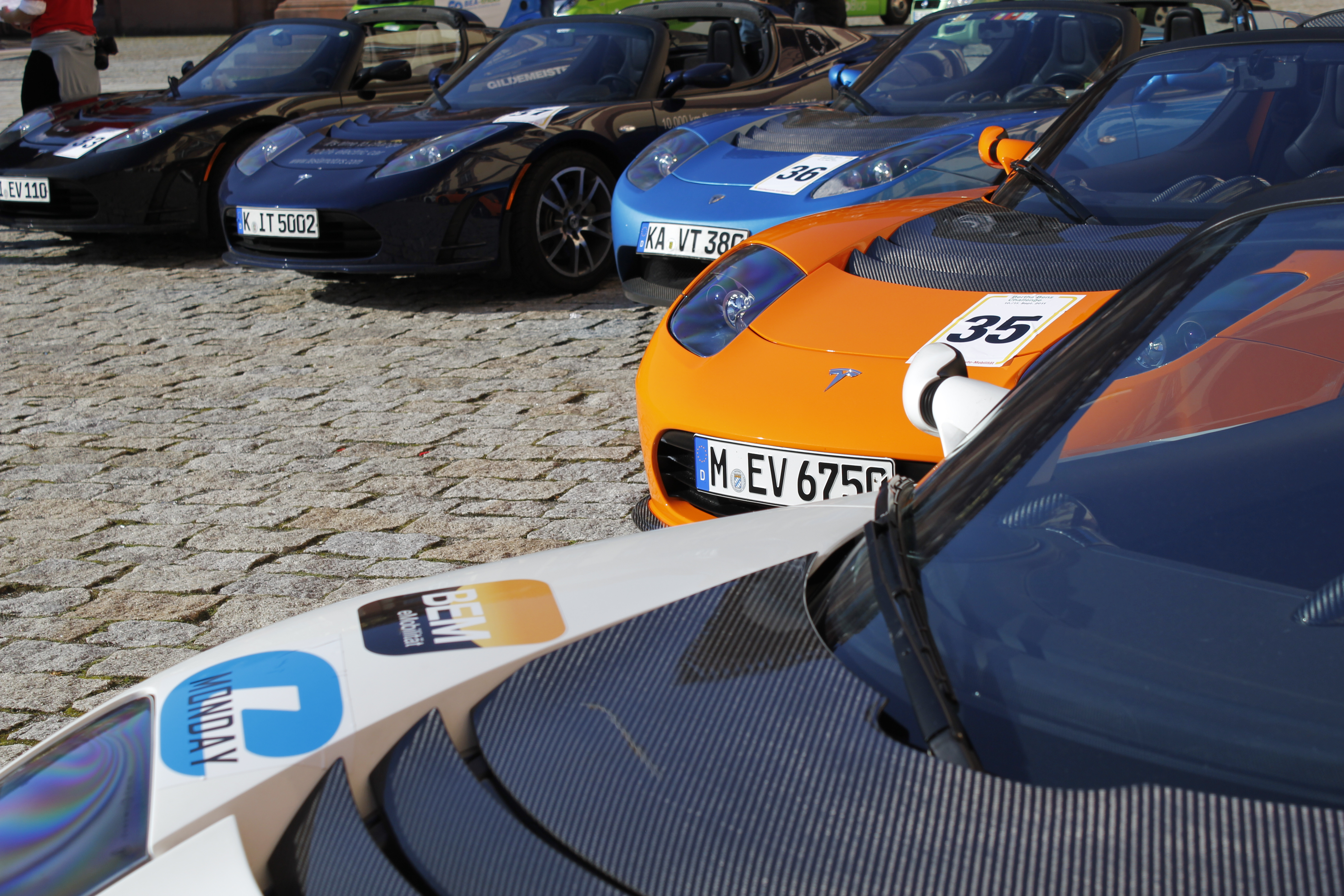
Tesla Roadster vor dem Start der Bertha Benz Challenge 2011 im Ehrenhof des Schlosses Mannheim.

Die zweite Bertha Benz Challenge fand vom 14. bis 16. September 2012 statt, startete aber im Rahmen der Automechanika vom Gelände der Messe Frankfurt, und schloss zwei Runden auf dem Motodrom des Hockenheimrings ein, der sich so sichtbar der Elektromobilität öffnete.
Die dritte Bertha Benz Challenge fand vom 13. bis 15. September 2013 statt und startete erstmals von der Internationalen Automobil-Ausstellung (IAA) in Frankfurt. Schirmherren waren Bundesumweltminister Peter Altmaier, Ministerpräsident Volker Bouffier, und Ministerpräsident Winfried Kretschmann.
Die vierte Bertha Benz Challenge fand vom 19. bis 21. September 2014. Sie startete im Rahmen der Automechanika in Frankfurt.

## Sonstiges
Im August 2013 wählte Mercedes-Benz die historisch bedeutsame Bertha Benz Memorial Route für eine Überland-Versuchsfahrt mit einem autonom agierenden Fahrzeug (Mercedes-Benz S-Klasse). Die Strecke wurde dabei größtenteils selbständig bewältigt; der Fahrer musste lediglich bei besonders komplexen Verkehrssituationen eingreifen.